# Lưu Lương Tá
Lưu Lương Tá (chữ Hán: 刘良佐, ? – 1667), tự Minh Phụ (明輔), hiệu là Hoa Mã Lưu, người Trực Lệ . Ông ban đầu tham gia phong trào khởi nghĩa nông dân, sau đó đầu hàng nhà Minh, tham gia trấn áp nghĩa quân. Bắc Kinh thất thủ, ông có công ủng lập Hoằng Quang đế nhà Nam Minh, trấn thủ Thọ Châu  – một trong Giang Bắc tứ trấn do Đông Các đại học sĩ Sử Khả Pháp đặt ra. Rồi lại đầu hàng nhà Thanh, tham gia bình định Giang Nam.

## Đầu hiệu nhà Minh
Em trai là Lưu Lương Tảo, làm đến chức Du kích, một trong các tướng lĩnh nhà Minh đầu hàng Hậu Kim ở trận Đại Lăng Hà (1631). Còn Lương Tá lại tham gia nghĩa quân của Lý Tự Thành. Tháng 10 năm Sùng Trinh thứ 11 (1438), nghĩa quân bị tướng triều đình là Tào Biến Giao đánh cho đại bại, ông đầu hàng. Trong những năm Sùng Trinh, ông nắm quân ở một dải Túc Tùng, Lư Châu, Lục An giao chiến với nghĩa quân, làm đến chức Tổng binh. Năm thứ 14 (1441), đánh bại mấy vạn nghĩa quân của Viên Thì Trung.
Bắc Kinh thất thủ (1644), Lương Tá đóng quân ở khu vực Chánh Dương thuộc Hà Nam. Tháng 4, ông nhận lời Phượng Dương tổng đốc Mã Sĩ Anh đưa quân tiến vào Nam Trực Lệ, "trên đường cướp bóc, hãm hiếp, dân Lâm Hoài nghe tin Lương Tá sắp đến, cố thủ nghiêm ngặt. Ông giận, tấn công nhưng không hạ được" . Mã Sĩ Anh để ông đóng quân ở một dải Thọ Châu. Lương Tá cùng bọn Cao Kiệt trợ giúp Mã Sĩ Anh ủng lập Phúc vương Chu Do Tung, là Hoằng Quang đế nhà Nam Minh, được phong Quảng Xương bá.

## Đầu hiệu nhà Thanh
Năm sau, Dự thân vương Đa Đạc tiến xuống Giang Nam, Lương Tá đưa 10 vạn quân đầu hàng. Hạ tuần tháng 6 nhuận, ông đưa mấy vạn quân bao vây Giang Âm, tự làm ra Khuyến dân ca để gọi hàng, tướng giữ thành là Diêm Ứng Nguyên không theo. Tháng 8, quân Thanh tập trung Hồng y đại pháo oanh kích, Giang Âm thất thủ. Ông cũng khuyên hàng Hoàng Đắc Công ở Vu Hồ, nhưng ngay lúc ấy Đắc Công trúng tên mà chết.
Giang Nam đã định, Lương Tá đến kinh sư, quy về Hán quân Tương Hoàng kỳ. Năm thứ 5 (1648), xét công đến hàng, thụ thế chức Nhị đẳng Tinh Kì Ni Cáp Phiên (tên Hán là Tử tước). Theo Đại tướng quân Đàm Thái dẹp Kim Thanh Hoàn. Trở về, được thụ Tán trật đại thần.
Năm thứ 18 (1661), được thụ Giang An đề đốc thuộc Giang Nam, gia hàm Tổng quản. Sau đó đổi làm Trực Lệ đề đốc, lại đổi làm Tả đô đốc.
Năm Khang Hi thứ 5 (1666), xin hưu. Năm thứ 6 (1667), mất.